# 德力嵐山口站
德力嵐山口站（日语：／ Tokuriki-arashiyamaguchi eki */?），是一個位於福岡縣北九州市小倉南區德力六丁目，北九州高速鐵道小倉線的鐵路車站。車站編號為11。

## 歷史
- 1985年（昭和60年）1月9日 - 開業。

## 車站構造
側式月台2面2線的高架車站。
| 月台 | 路線    | 目的地              |
| ---- | ------- | ------------------- |
| 1    | ■小倉線 | 往 志井、企救丘     |
| 2    | ■小倉線 | 往 北方、旦過、小倉 |

## 使用狀況
2017年度的1日平均上下車人次為3,109人。

## 車站周邊
- 小嵐山
- 神理教本部
- 明善社 嵐山齋場

車站周邊為北九州單軌電車車站中（小倉站除外）唯一的腳踏車放置禁止區域，但設有付費的腳踏車停車場。

## 公車路線

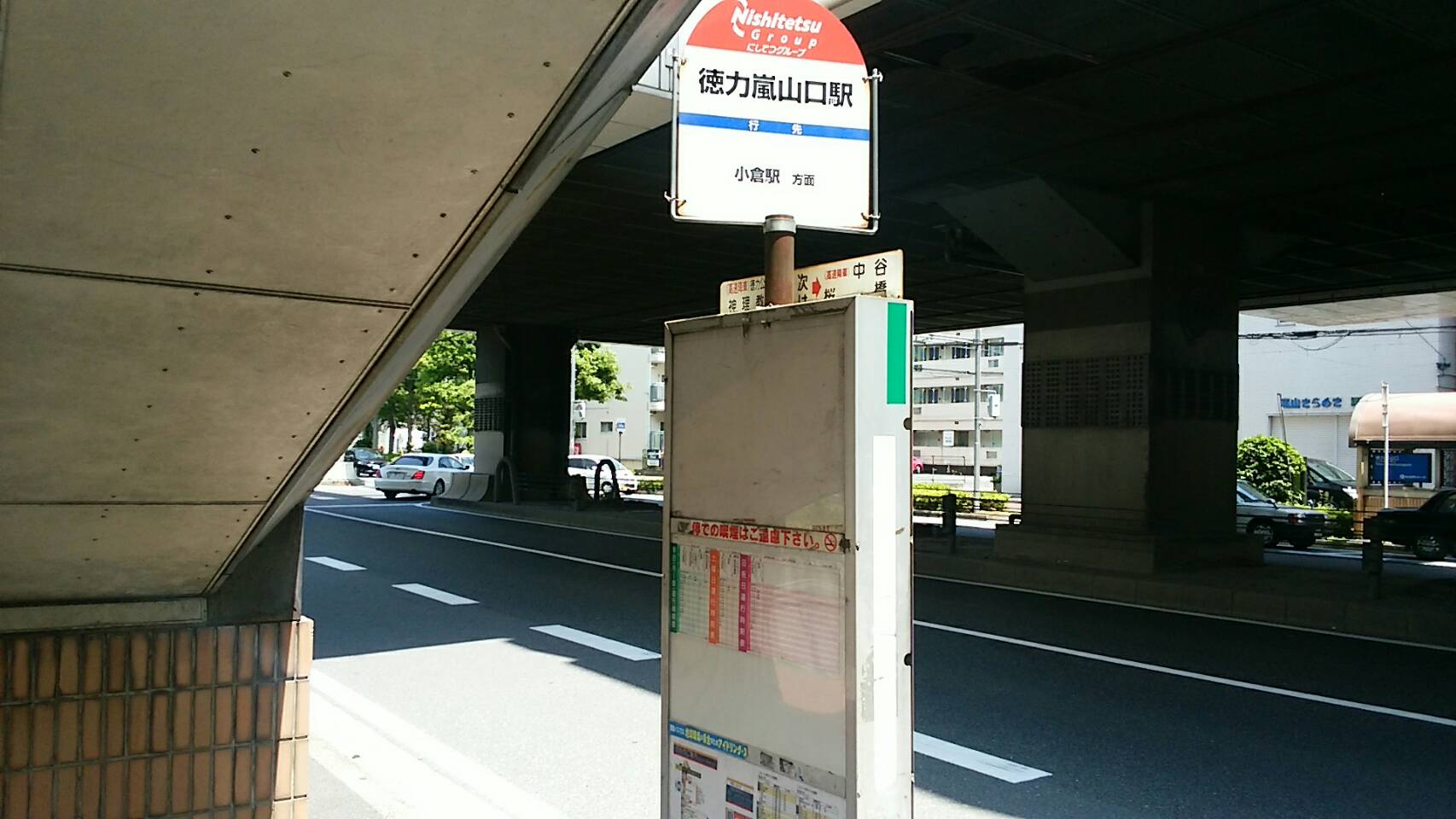
西鐵巴士德力嵐山口站公車站牌

| 系統                  | 目的地                           | 營運公司       |
| --------------------- | -------------------------------- | -------------- |
| 中谷號                | 西鐵天神高速客運總站             | 西鐵高速巴士   |
| 福岡機場線            | 博多客運總站・福岡機場國際線航廈 | 西鐵高速巴士   |
| 北九州機場Airport Bus | 北九州機場                       | 西鐵巴士北九州 |
| 湯之國號              | 行橋今川・大分                   | 西鐵巴士北九州 |
| 6                     | 中谷                             | 西鐵巴士北九州 |
| 6                     | 砂津・門司站前                   | 西鐵巴士北九州 |
| 32                    | 中谷                             | 西鐵巴士北九州 |
| 32                    | 三萩野・戶畑                     | 西鐵巴士北九州 |
| 36                    | 中谷                             | 西鐵巴士北九州 |
| 36                    | 大手町・砂津                     | 西鐵巴士北九州 |
| 132                   | 戶畑                             | 西鐵巴士北九州 |

## 鄰近車站
北九州高速鐵道
■小倉線
德力公團前（10） - 德力嵐山口（11） - 志井（12）

## 外部連結
- 徳力嵐山口駅(モノレール） （页面存档备份，存于）（路線情報）